# 商業新聞
商業新聞（Business journalism）是新聞學的分支之一，追踪並記錄、分析商業、經濟和金融活動及變化。商業新聞早在中世紀就已經開始。1700年左右，小說《魯賓遜漂流記》的作者丹尼爾·笛福就開始發表商業和經濟新聞。1889年，《華爾街日報》開始出版。隨著股票投資的普及，商業新聞在1990年代後愈發重要。

## 外部連結
- Definition and history of business journalism in the Encyclopedia of Journalism